# Marilyn vos Savantová
Marilyn vos Savantová (nepřechýleně Marilyn vos Savant; * 11. srpna 1946 St. Louis) je americká sloupkařka, spisovatelka, dramatička a vysokoškolská učitelka, která se proslavila zápisem do Guinnessovy knihy rekordů jako osoba s nejvyšším naměřeným IQ. Podle jejího tvrzení svým prvním IQ testem prošla v roce 1956 s výsledkem 228 bodů, což odpovídalo mentálnímu věku 22 let a 10 měsíců. Podle pozdějších výzkumů byl přepočet jejího IQ korigován na 185 bodů v dospělosti.
Od roku 1986 píše rubriku „Ask Marilyn“ (Zeptejte se Marilyn) v magazinu Parade, který je nedělní přílohou různých novin (od listopadu 2022 vydávanou pouze elektronicky), v níž řeší hádanky a odpovídá na otázky z různých oblastí. V této rubrice v roce 1990 zpopularizovala Monty Hallův problém.